# 渡辺貴浩
渡辺 貴浩（わたなべ たかひろ）は、日本のキーボーディスト・音楽プロデューサー・作曲家・編曲家。CD等のクレジットによっては、「Takahiro」「Takahiro Watanabe」「Takahiro "BOOM! Me Run" Watanabe」とされる場合もある。

## 概要
1985年よりプロ活動開始、「S-KEN & SUPER BUTTERFLY」（1987年）、「近藤等則IMA」（1993年）等に参加、1990年「ビブラストーン」に加入、日本のヒップホップ・ミュージックシーンにおいて黎明期から活動、4枚のアルバム、6枚のシングル、1本のライブビデオを発表。1996年活動休止。この頃から、音楽プロデューサー・作曲家・編曲家としての活動が注目され、以降、数多くのアーティストのレコーディングやバックバンドとしてツアーに参加。
近作として、HOME MADE 家族、PUSHIM、CHEMISTRY、中島美嘉、MOOMIN、SMAP、FREEASY BEATS等のレコーディングで、音楽プロデュースを手掛け、wyolica、bird、石井竜也、金原千恵子等のライブ、ツアーに参加。ギタリストNodatinと組む「WADADA」では、オリジナル・リディムを制作・提供。PUSHIM、MOOMIN、H-MAN、AKANE、RICKIE G、Lecca、ARARE等、多くのレゲエ歌手、レゲエDJのレコーディングに参加の他、レゲエ・バンド「Home Grown」と共に、横浜レゲエ祭などの多くのダンス・イベントに参加しており、現在の日本のレゲエシーンにおいても、かかせない人物の一人。